# Наш рай
«Наш рай» (фр. Notre paradis) — французький фільм-драма 2011 року, поставлений режисером Гаелем Морелем.

## Сюжет
Василій — тридцятирічний паризький хастлер. У відповідь на презирство і приниження, яким чоловік піддається з боку своїх клієнтів, більшість з них він убиває. Одного разу в Булонському Лісі Василій знаходить побитого молодого хлопця без свідомості. Він приводить його до себе додому, обробляє рани. Свого нового друга чоловік називає Анджело через татуювання в нижній частині живота. Василій і Анджело стали коханцями і співучасниками пограбувань і вбивств клієнтів. Перебування в Парижі стає небезпечним і чоловіки перебираються спочатку в Ліон до подруги Василія, а потім, захопивши з собою її малолітнього сина, у безлюдний гірський район Франції. Тут вони зупиняються в красивому і багатому будинку Віктора і його молодого бойфренда на ім'я Камель. Роковий збіг обставин і безумство головного героя призводять до того, що гості жорстоко вбивають гостинних хазяїв в надії заволодіти будинком.

## У ролях
| Стефан Рідо       | ···· | Василій       |
| Димитрій Дюрден   | ···· | Анджело       |
| Беатріс Даль      | ···· | Анна          |
| Дідьє Фламан      | ···· | Віктор        |
| Реймонд Бронштейн | ···· | мати Анни     |
| Малік Іссола      | ···· | Камель        |
| Маті Моріссе      | ···· | малий Василій |
| Жан-Крістоф Буве  | ···· | клієнт        |
| Людовик Бертійо   | ···· | Герланд       |
| Жан-Марк Леон     | ···· | проститут     |